# 童永
童永（1927年11月17日—），出生於臺北州基隆郡萬里（今新北市萬里區），現任總統府資政、基隆慶安宮主任委員、基隆市信賴台灣之友會理事長，曾任總統府國策顧問、基隆市政府市政顧問、內政部宗教諮詢委員、世界童氏宗親會理事長、臺灣區電信工程同業公會理事長、基隆市各姓宗親會聯合會理事長、基隆市調解會聯合會主席。

## 家庭
胞妹童好嫁礦工賴朝金，育有六名兒女。賴朝金在其幼子出生後95日遇礦難罹世，此幼子即第16任中華民國總統賴清德，童永即是賴清德的舅舅。長子童德寛、次子童德裕（賴清德的表哥），孫子童子瑋（童德裕的長子）是現任基隆市議會議長，另有一侄為童江山。